# Eugène Samain
Eugène Samain, né le 7 mai 1935 à Quevaucamps et mort le 12 septembre 2002 à Tournai, est un peintre, dessinateur, illustrateur et créateur de vitraux belge.

## Biographie
Né en 1935 à Quevaucamps,,, il se forme à l'école supérieure des arts Saint-Luc de Mons puis à l'Académie de cette même ville chez Gustave Camus,. Il se perfectionne ensuite en arts plastiques à l'École normale de Mons auprès d'Arsène Detry.
Il réalise sa première exposition individuelle à la Galerie Reflets de Bruxelles en 1963 et décède en 2002 à Tournai,. 

## Œuvre
L'artiste est un peintre, dessinateur, illustrateur et créateur de vitraux qui, selon l'historien de l'art Paul Piron, affectionne tout particulièrement les portraits, les nus, les paysages et les natures mortes,.
Paul Piron remarque également que ses œuvres, où la femme occupe une place centrale, sont « pleines de romantisme, de symbolisme, d'imagination, d'aliénation » et que l'artiste a « une palette raffinée, subtile » dans un « style presque classique ».